# アレハンドロ・ペレス・ナバーロ
アレハンドロ・"アレックス"・ペレス・ナバーロ（Alejandro "Álex" Pérez Navarro、1991年8月11日 - ）は、スペイン・マドリード出身のサッカー選手。CDルーゴ所属。ポジションはDF。

## クラブ経歴
マドリードに生まれ、2006年にヘタフェCFのカンテラに入団した。2010年10月27日、コパ・デル・レイのクルブ・ポルトゥガレテ戦にてヘタフェでのトップチームデビューを果たした。しかし、トップチームデビュー以降はレギュラー定着できず、SDウエスカやレクレアティーボ・ウェルバなどの下位リーグのクラブにレンタル移籍をした。
2015年9月24日、ノース・カロライナFCにシーズン終了までの契約で加入した。
2016年8月12日、スペインに帰国し、レアル・バリャドリードに加入した。2017年5月27日、古巣ヘタフェとのリーグ戦にて、スペインでのプロ初ゴールを挙げた。
2017年8月17日、スポルティング・デ・ヒホンに移籍し、2年契約を交わした。スポルティング・ヒホンでは公式戦60試合以上に出場した。
2019年8月31日、2.ブンデスリーガのアルミニア・ビーレフェルトと1年契約を結んだ。翌年8月14日、UDログロニェスと2年契約を結んだ。
2021年8月21日、ログロニェスがプリメーラ・ディビシオンRFEFに降格したことで、CDルーゴに1年契約で移籍した。